# Богданов, Пётр Лукич
Пётр Луки́ч Богда́нов (1901, Смоленск — 1977) — советский учёный, специалист по дендрологии, геоботанике, селекционер. Преподаватель Ленинградской лесотехнической академии, автор учебников и пособий для студентов лесотехнических вузов.

## Биография
Пётр Лукич Богданов родился в Смоленске в 1901 году.
Работал техником в ботаническом саду, а в 1920—1921 годах учился на рабочем факультете при Смольном политехническом институте, затем в Ленинградском лесном институте у В. Н. Сукачёва. Окончил институт в 1927 году.
В 1935 году получил учёную степень кандидата биологических наук без защиты диссертации, по совокупности работ. В 1947 году защитил докторскую диссертацию по теме «Введение в селекцию тополей».
Был старшим научным сотрудником и исполнял обязанности заведующего сектором селекции и интродукции в Центральном НИИ лесного хозяйства (ЦНИИЛХ, ныне Всероссийский научно-исследовательский институт лесоводства и механизации лесного хозяйства, ВНИИЛМ). Длительное время преподавал в Ленинградской лесотехнической академии.
Избирался депутатом Ленинградского горсовета.

## Вклад в науку и преподавательская деятельность
П. Л. Богданов написал около 90 научных работ по темам селекции и интродукции древесных растений, в частности — тополей; биология лесных травянистых растений; бриология и др. Его монографии «Дендрология», «Ботаника», «Тополя и их культура», «Определитель древесных растений по листьям» выдержали несколько переизданий.
На протяжении 30 лет он был заведующим кафедрой систематики растений и дендрологии Ленинградской лесотехнической академии, был также деканом лесохозяйственного факультета. Под научным руководством П. Л. Богданова подготовлены и защищены 18 кандидатских диссертаций.

## Награды
- Орден Ленина
- Орден «Знак Почёта»
- Шесть медалей